# Tungnaárjökull
Tungnaárjökull är en glaciär i republiken Island.   Den ligger i regionen Suðurland, i den centrala delen av landet, 190 km öster om huvudstaden Reykjavík. Tungnaárjökull ligger 1 095 meter över havet.
Terrängen runt Tungnaárjökull är kuperad västerut, men österut är den platt. Terrängen runt Tungnaárjökull sluttar brant västerut.  Trakten runt Tungnaárjökull är nära nog obefolkad, med mindre än två invånare per kvadratkilometer. Det finns inga samhällen i närheten. Trakten runt Tungnaárjökull är permanent täckt av is och snö.